# ميريام سيلا

ميريام سيلا (مواليد 8 يناير 1995) هي لاعبة كرة طائرة إيطالية تلعب في نادي إيموكو فولي.